# Całuj mnie, Kate
Całuj mnie, Kate (ang. Kiss Me Kate, 1998–2000) – brytyjski serial komediowy nadawany przez stację BBC One. W Polsce emitowany był na nieistniejącym kanale BBC Prime.

## Opis fabuły
Psychoterapeutka Kate Salinger (Caroline Quentin) jest mocno stąpającą po ziemi, rozsądną kobietą. Jest przeciwieństwem swojego kolegi Douglasa (Chris Langham), „chodzącej niepewności”, który potrzebuje pomocy bardziej niż jego pacjenci. Piękna Mel (Amanda Holden) jest recepcjonistką w klinice, a biuro znajdujące się piętro niżej zajmuje agent turystyczny Craig (Darren Boyd). Craig szaleje na punkcie Kate i za wszelką cenę próbuje ją poderwać. Douglas także darzy ją uczuciem. Czy Kate wystawiona na zaloty dwóch zupełnie nie odpowiadających jej mężczyzn znajdzie tego jedynego?

## Obsada

### Główni
- Caroline Quentin jako Kate Salinger
- Chris Langham jako Douglas Fielding/Cameron
- Amanda Holden jako Mel
- Darren Boyd jako Craig Chapman

### Pozostali
- Cliff Parisi jako Tony (I i IIseria)
- Mark Heap jako Peter (I seria)
- Holly Atkins jako Alex (II seria)
- Elizabeth Renihan jako Jo (III seria)
- Bill Nighy jako Iain Cameron